# Lasgo
Lasgo is een Belgisch danceproject van producer Peter Luts.

## Biografie
De originele bezetting van Lasgo bestond uit producers Peter Luts, Dave McCullen en zangeres Evi Goffin. De naam Lasgo verwijst naar de Schotse stad Glasgow en komt voort uit Dave McCullens fascinatie voor Schotland. Toen in mei 2008 bekend werd gemaakt dat Evi Goffin en Dave McCullen met Lasgo zouden stoppen, ging Peter Luts in het programma Let's go Lasgo op zoek naar een nieuwe frontzangeres voor de groep. Jelle van Dael kwam als winnares uit de bus. Sinds 2008 is Jef Martens coproducer van Lasgo, samen met Peter Luts.
In 2024 werd na een zoektocht Nikki Born verkozen als nieuwe zangeres voor de groep.

## Geschiedenis

### Some Things
Lasgo scoorde in 2001 een grote hit met de eerste single, Something. Het nummer behaalde hoge posities in de hitlijsten en kreeg goud. Something was zelfs een van de meest gedraaide nummers van 2001 in de VS. In Groot-Brittannië stond de single wekenlang in de top 10, wat uitzonderlijk is voor een dancenummer. De volgende single was Alone. Alone deed het beter in België dan in Nederland, waar het niet verder kwam dan een nummer 1-positie in de tipparade. Het eerste album, Some Things, werd tegelijk uitgebracht met Alone. Op dit album staan naast dancenummers ook tragere nummers, wat toen niet gebruikelijk was voor dancegroepen.
In 2002 verscheen nog een derde single van het album: Pray.
Ook in 2003 opende Lasgo, samen met Milk Inc. en Sylver, de TMF Awards met een eigen vertolking van Insomnia, oorspronkelijk van de groep Faithless. De act was zo populair dat TMF het nummer uitriep tot Superclip. Insomnia is echter nooit uitgekomen op single.
In 2004 won Lasgo een EBBA. De European Border Breakers Awards zijn prijzen die jaarlijks worden uitgereikt aan tien jonge veelbelovende Europese artiesten die het jaar ervoor succesvol buiten de eigen landsgrenzen debuteerden.

### Far Away
Eind 2004 kwam Lasgo terug met een vernieuwende sound en nieuwe single, Surrender. Deze single was een redelijke hit in een aantal landen, waaronder België, maar behaalde de tipparade in Nederland niet. Het tweede album kreeg de titel Far Away. De tweede single, All Night Long (2005), had veel meer succes in Nederland: het behaalde nummer 13 en is tot op de dag van vandaag de op een na bestverkochte single van Lasgo in Nederland. Hij bleef wel maar een beperkt aantal weken in de top 40.
Begin 2005 toerde Lasgo samen met Ian Van Dahl door Japan. Ook in dat jaar stapten Peter en Dave van het podium. Ze bleven wel nog muziek maken voor Lasgo, maar achter de schermen.
De derde single van Far Away werd Who's That Girl (2005), dat door Dave Beyer werd ingezongen. Evi Goffin was toen met zwangerschapsverlof. Dit nummer had weinig succes in Nederland, desalniettemin wist het nog een hit te worden in Duitsland en België.
Lying was de vierde single van het album Far Away. Voor de Amerikaanse markt kwam ook nog de single Hold me now uit.
Op 23 mei 2008 werd bekend dat Evi Goffin met de groep gestopt was. Op de website werd een oproep gedaan tot het zoeken van een nieuwe zangeres voor Lasgo. Deze werd gevonden in de persoon van Jelle van Dael. Het bericht werd de wereld ingestuurd dat Goffin voltijds moeder wenste te zijn, maar begin oktober 2008 deed Goffin in een interview met het Belgische tijdschrift TV Familie haar kant van het verhaal uit de doeken, na een twee jaar door haar management opgelegde zwijgplicht: ze zou al in 2006 uit de groep gestapt zijn na enkele conflicten met haar management.

### Smile
In september 2008 kwam de single Out Of My Mind uit. Het was de eerste single met zangeres Jelle van Dael. Het nummer haalde een 7e plek in de Ultratop 50. In maart 2009 volgde de tweede single, Gone. Het nummer bereikte de 5e plaats in de Ultratop 50. Beide nummers deden het ook goed in Nederland. In augustus 2009 kwam de derde single, Lost, uit. Het nummer kwam uit het niets meteen op de 4e plek binnen in de Ultratop 50. Het nummer werd ook in Nederland uitgebracht. Begin september 2009 kwam het album Smile uit, in november 2009 gevolgd door de vierde single, Over You.

### 2010-2013
Op 18 juni 2010 verscheen Tonight op YouTube, een nieuwe single van een nog bekend te maken nieuw album.
In 2011 kondigde Van Dael aan dat de nieuwe cd is uitgesteld in afwachting van een nieuwe "sound". In juni verscheen een nieuwe single getiteld 'Here With Me'. In 2012 kwam opnieuw een nieuwe single uit genaamd 'Sky High'. De laatste single, "Feeling Alive", is uitgebracht in 2013.

## Discografie

### Albums
| Album met hitnotering(en) in de Vlaamse Ultratop 200 albums | Datum van verschijnen | Datum van binnenkomst | Hoogste positie | Aantal weken | Opmerkingen |
| ----------------------------------------------------------- | --------------------- | --------------------- | --------------- | ------------ | ----------- |
| Some things                                                 | 2001                  | 01-12-2001            | 11              | 10           |             |
| Far away                                                    | 2005                  | 12-02-2005            | 15              | 10           |             |
| Smile                                                       | 2009                  | 19-09-2009            | 8               | 15           |             |

### Singles
| Single met eventuele hitnotering(en) in de Nederlandse Top 40 | Datum van verschijnen | Datum van binnenkomst | Hoogste positie | Aantal weken | Opmerkingen                                           |
| ------------------------------------------------------------- | --------------------- | --------------------- | --------------- | ------------ | ----------------------------------------------------- |
| Something                                                     | 2001                  | 22-09-2001            | 7               | 18           | Nr. 7 in de Single Top 100 / Dancesmash op Radio 538  |
| Alone                                                         | 2001                  | 10-11-2001            | tip1            | -            | Nr. 46 in de Single Top 100                           |
| Pray                                                          | 2002                  | 04-01-2003            | 33              | 5            | Nr. 32 in de Single Top 100 / Dancesmash op Radio 538 |
| All night long                                                | 2005                  | 05-02-2005            | 13              | 6            | Nr. 22 in de Single Top 100 / Dancesmash op Radio 538 |
| Lying                                                         | 2005                  | 11-02-2006            | tip6            | -            | Nr. 45 in de Single Top 100                           |
| Out of my mind                                                | 2008                  | 11-10-2008            | 30              | 4            | Nr. 26 in de Single Top 100                           |
| Gone                                                          | 2009                  | 18-04-2009            | 15              | 12           | Nr. 17 in de Single Top 100                           |
| Lost                                                          | 2009                  | 17-10-2009            | 15              | 10           | Nr. 38 in de Single Top 100                           |
| Over you                                                      | 2009                  | 09-01-2010            | 24              | 6            | Nr. 53 in de Single Top 100                           |
| Tonight                                                       | 21-06-2010            | 03-07-2010            | tip6            | -            |                                                       |
| Here with me                                                  | 20-06-2011            | 23-07-2011            | tip9            | -            |                                                       |

| Single met hitnotering(en) in de Vlaamse Ultratop 50 | Datum van verschijnen | Datum van binnenkomst | Hoogste positie | Aantal weken | Opmerkingen      |
| ---------------------------------------------------- | --------------------- | --------------------- | --------------- | ------------ | ---------------- |
| Something                                            | 2001                  | 23-06-2001            | 5               | 19           |                  |
| Alone                                                | 2001                  | 17-11-2001            | 3               | 13           |                  |
| Pray                                                 | 2002                  | 19-10-2002            | 11              | 12           |                  |
| Surrender                                            | 2004                  | 24-01-2004            | 6               | 11           |                  |
| All night long                                       | 2005                  | 15-01-2005            | 8               | 12           |                  |
| Who's that girl?                                     | 2005                  | 09-07-2005            | 22              | 10           | met Dave Beyer   |
| Lying                                                | 2005                  | 12-11-2005            | 16              | 11           |                  |
| Out of my mind                                       | 2008                  | 06-09-2008            | 7               | 23           |                  |
| Gone                                                 | 2009                  | 14-03-2009            | 5               | 14           |                  |
| Lost                                                 | 2009                  | 29-08-2009            | 4               | 9            |                  |
| Over you                                             | 2009                  | 05-12-2009            | 23              | 4            |                  |
| Tonight                                              | 2010                  | 03-07-2010            | 29              | 5            |                  |
| Here with me                                         | 2011                  | 02-07-2011            | 30              | 6            |                  |
| Sky high                                             | 07-05-2012            | 12-05-2012            | tip5            | -            |                  |
| Can't stop                                           | 2012                  | 13-10-2012            | tip18           | -            |                  |
| Something 2013                                       | 2013                  | 23-03-2013            | tip8            | -            | met Taylor Jones |
| Feeling alive                                        | 2013                  | 06-07-2013            | tip21           | -            |                  |

## Tracklistinformatie
| 1. Intro 2. Something 3. Blue 4. Alone 5. Searching 6. I Wonder 7. Follow You 8. Cry 9. Pray 10. You 11. Heaven 12. Don't Belong 2 U 13. Cloud Surfers 14. Feelings |

| 1. Surrender 2. All Night Long 3. Deep in Your Heart 4. Only You 5. Still 6. True 7. Who's That Girl? 8. Yesterday 9. Far Away 10. Lying 11. Tell Me 12. Tonight 13. Hold Me Now |

| 1. Take-off 2. Alone Tonight 3. Gone 4. Cry 4 You 5. Lost 6. Over You 7. Believe 8. Serendipity 9. Smile 10. Night On Fire 11. Out Of My Mind 12. In My Arms 13. Out Of My Mind (Sebastian Dali Remix) 14. Gone (Sebastian Dali Remix) 15. Lost (Jordy Lishious Remix) 16. Gone (Acoustic Version) |

|  |

## Trivia
- Lasgo won met het lied "Gone" de 2de editie van het Forum Song Contest (een wedstrijd op het meest bezochte eurovisieforum) in april 2009.